# Wijsgerige antropologie

Max Scheler wordt beschouwd als een van de bekendste filosofische antropologen.

De wijsgerige antropologie of filosofische antropologie bestudeert de filosofische vraag naar het wezen van de mens, dus wat de mens specifiek tot mens maakt. Men moet de wijsgerige antropologie begrijpen als een reactie op de secularisatie van de maatschappij, en dus het wegvallen van een religieus referentiekader waaruit de mens zijn plaats en zin kan halen.

## Wijsgerig-antropologische vraagstukken
De filosofische antropologie reflecteert op het mens-zijn. Zij vraagt naar wat de mens tot mens maakt en waaruit de menselijke natuur bestaat. Het kenmerkt zich bovendien door het gegeven dat de mens zowel subject als object van onderzoek is, zowel onderzoeker als dat wat wordt onderzocht. De wijsgerige antropologie is in de eerste plaats niet normatief: zij spreekt zich niet uit over hoe de mens moet leven, hoewel ze uiteraard wel erkent dat het menselijke bestaan onlosmakelijk verbonden is met normen en waarden. De wijsgerige antropologie concentreert zich vooral op de levenssituatie waarin de mens zich bevindt. Daarbij betrekt zij ook gegevens en feiten vanuit andere disciplines, zoals de natuurwetenschappen, psychologie, sociologie alsook linguïstiek.
Voorbeelden van vragen waarmee de filosofische antropologie zich bezighoudt:
- In hoeverre behoort de cultuur tot de natuur van de mens?
- Wat is het onderscheid tussen mens en dier?
- Hoe verhouden lichaam en geest (of ziel) zich tot elkaar?
- Beschikt de mens over vrije wil?
- Is de mens op te vatten als een denkende machine?
- Hoe verhouden zich gevoel en verstand?
- Wat is de plaats van de mens in het universum?
- Visies op het ontstaan van de mens: zijn we een product van de evolutie of zijn we geschapen door God of goden?
- Is de mens van nature goed?
- Zijn alle verschillende culturen op de wereld te herleiden tot één universeel-menselijke natuur?
- Welke vaardigheden en talenten zijn een product van de leefwereld van de mens en welke zijn aangeboren?
- Is altruïsme een vraag betreffende de geestelijke rede of materiële evolutie?
- Zijn er geslachtsspecifieke eigenschappen?
- Zijn creativiteit en fantasie wezenlijke kenmerken van de mens?
- Wat houdt het menselijke streven naar weten en begrijpen in?
- Streeft de mens uiteindelijk slechts naar lustbevrediging of ook naar zingeving?
- Is er voor de mens een zin van het leven?
- Kan de mens fenomenen als oorlog en geweld overwinnen of behoren ze tot zijn natuur?

Elk mens ontwikkelt door zijn eigen geschiedenis en karakter een eigen beeld van wat de mens is. De opgave van de wijsgerige antropologie bestaat er dan ook uit deze verschillende beelden over de mens, zowel van verschillende culturen als van verschillende disciplines, samen te denken tot een min of meer coherent mensbeeld. Dit doet ze met als doel dat ze uiteindelijk toch in zekere mate principes kan bieden die kunnen dienen als een oriëntatie voor het menselijk leven. Anderzijds kan de filosofische antropologie geen antwoord bieden op alle filosofische vragen, want zij focust zich enkel op de mens zelf. Vragen naar het statuut van een wetenschappelijke theorie zoals in de wetenschapsfilosofie of de werkelijkheidswaarde van morele normen zoals in de ethiek vallen niet direct binnen haar onderzoeksdomein, maar kennen wel raakvlakken en overlappingen.

## Geschiedenis

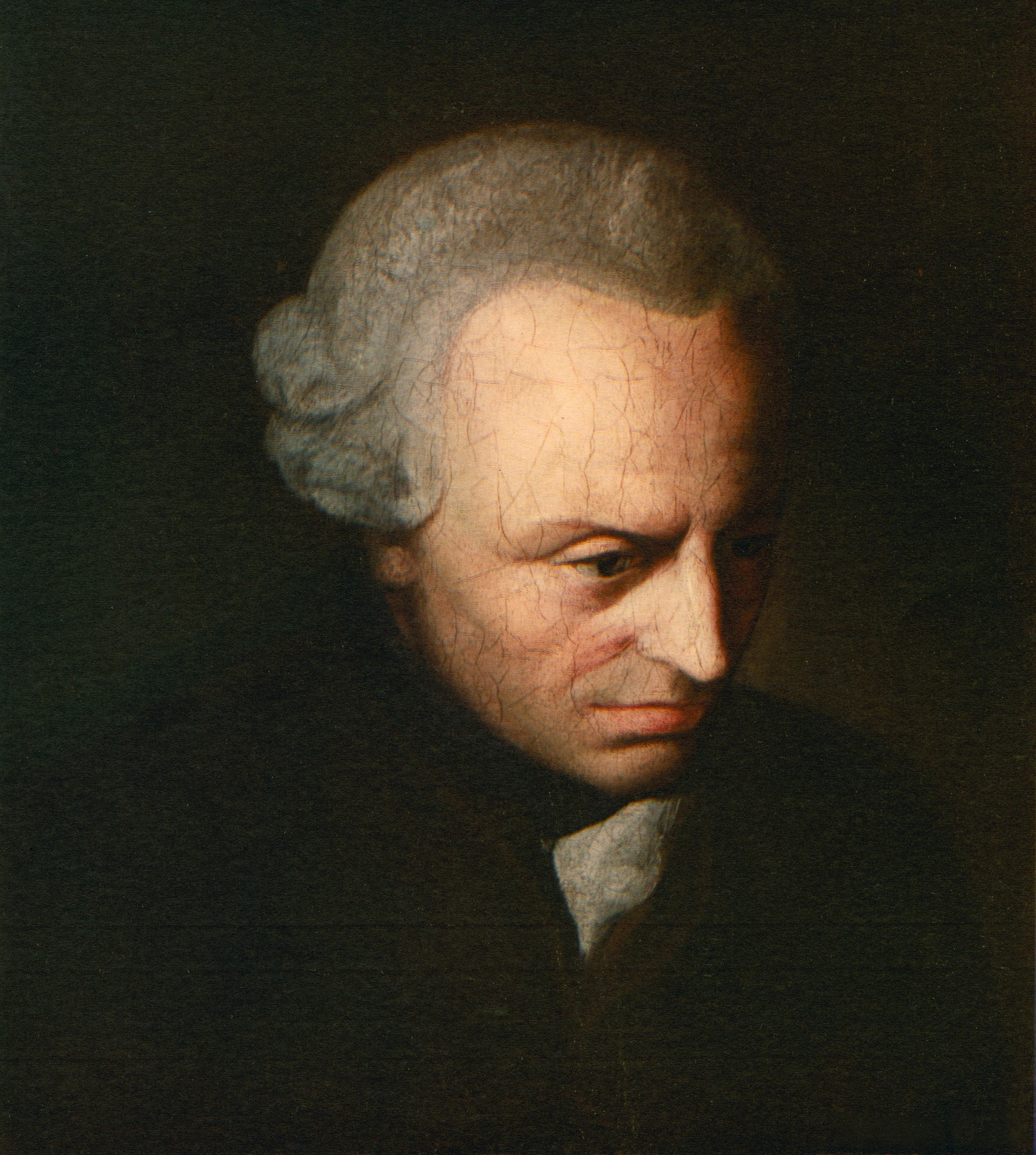
De filosoof Immanuel Kant wordt beschouwd als een van de grondleggers van de wijsgerige antropologie.

Men kan Immanuel Kant (1724-1804) als vertrekpunt zien van de filosofische antropologie, hoewel ook vroegere filosofen zoals Plato en Augustinus van Hippo zich hadden beziggehouden met de mens. Het is echter Kant geweest die de term "filosofische antropologie" naar voren bracht, en sterke invloed zou uitoefenen op verdere antropologen in de negentiende en twintigste eeuw.
Na Kant wordt Ludwig Feuerbach beschouwd als een centraal figuur en grondlegger van de filosofische antropologie. Verder zou het vooral het Duits idealisme een belangrijke rol spelen in de ontwikkeling van de wijsgerige antropologie, met personen als Johann Gottlieb Fichte, Friedrich Wilhelm Joseph Schelling and Georg Wilhelm Friedrich Hegel. Daarnaast speelde ook Søren Kierkegaard een belangrijke rol in de verdere ontwikkeling. Rond de eeuwwisseling zouden ook filosofen als Friedrich Nietzsche, John Dewey en Rudolf Steiner belangrijke bijdragen leveren aan de filosofische antropologie.
Wijsgerige antropologie als specifieke discipline zou echter pas tijdens de Weimarrepubliek in Duitsland tot bloei komen, voortkomend en sterk verbonden met stromingen als de fenomenologie en het existentialisme. Zo richtte de fenomenologie, met Edmund Husserl en Martin Heidegger zich op de specifieke aard van de menselijke ervaring en het menselijk omgaan met de direct omgeving. Het existentialisme met Jean-Paul Sartre en Albert Camus concentreerde zich dan weer op de specifieke aard van de menselijke conditie en de confrontatie tussen de mens met de wereld. Centraal hierbij stonden vragen naar verantwoordelijkheid en zingeving voor de mens.
Max Scheler, een Duitse fenomenoloog, is bekend door het uitwerken van een uitgebreide filosofische antropologie. Scheler definieerde de mens niet zozeer als een "rationeel wezen", zoals de mens klassiek werd beschouwd, teruggaand op de definitie van Aristoteles, maar als een liefhebbend wezen. Hij beschreef de mens als een drievoudig wezen, met een lichaam, een ziel en een geest. Liefde en haat zag hij niet als psychische emoties, maar als spirituele intentionele handelingen van een persoon. Scheler baseerde zijn wijsgerige antropologie vooral op een christelijke metafysica omtrent de geest. Verder zouden Helmuth Plessner en Arnold Gehlen samen met Scheler waardoor ze sterk beïnvloed waren, beschouwd worden als de drie grootste vertegenwoordigers van de wijsgerige antropologie. Plessner zou, tevens gebaseerd op de fenomenologie, het concept van excentrische positionaliteit als typerend voor de mens ontwikkelen.
Verder van belang is ook de sterke invloed die de psychoanalyse heeft uitgeoefend op de wijsgerige antropologie. Zowel het werk van Sigmund Freud als opvolgers zoals Jacques Lacan biedt vele perspectieven op wat het wezen van de mens kan zijn.
Andere belangrijke bijdragen aan de filosofische antropologie werden geleverd door:
- Paul Häberlin (1878–1960)
- Martin Buber (1878–1965)[2]
- Helmut Plessner (1892–1985)
- E.R. Dodds (1893–1979)
- Martin Heidegger (1889–1976)
- Hans–Georg Gadamer (1900–2002)
- Eric Voegelin (1901–1985)
- Hans Jonas (1903–1993)
- Arnold Gehlen (1904–1976)
- Josef Pieper (1904–1997)
- Jean–Paul Sartre (1905–1980)
- Maurice Merleau–Ponty (1908–1961)
- Paul Ricœur (1913–2005)
- Karol Wojtyla (1920–2005)[6]
- René Girard (1923–2015)
- Hermann Schmitz (1928–)
- Alasdair MacIntyre (1929–)
- Charles Taylor (1931–)